# 大木英夫 (神学者)
大木 英夫（おおき ひでお、1928年10月28日 - 2022年10月12日）は、日本の神学者、東京神学大学名誉教授。学校法人聖学院前理事長。学生時代ラインホルド・ニーバーに師事。法学者の大木雅夫は実弟。

## 略歴
福島県会津出身。陸軍幼年学校在籍時に敗戦を迎える。東京神学大学卒、同大学院修士課程修了。1960年、ニューヨークのユニオン神学校でPh.D.取得。神学博士（ピューリタニズム研究）。
1962年、東京神学大学専任講師、1965年、助教授、1970年、教授、学長（1979-1983年）を歴任。1997年、定年退任、名誉教授となる。
1985年から2011年まで、学校法人聖学院理事長・院長を務めた。2010年にキリスト教功労者を受賞。
2022年10月12日、老衰のため死去。93歳没。

## 著書
- 『ブルンナー』日本基督教団出版部　1962　人と思想シリーズ
- 『ピューリタニズムの倫理思想 近代化とプロテスタント倫理との関係』私家版　1966
- 『ピューリタン 近代化の精神構造』1968　中公新書　のち聖学院大学出版
- 『終末論的考察』中央公論社　1970
- 『終末論』1972　紀伊国屋新書
- 『キリスト入門 福音の再発見』ヨルダン社　1976
- 『現代人のユダヤ人化 現代文明論集』白水社　1976
- 『歴史神学と社会倫理』ヨルダン社　1979
- 『偶然性と宗教 現代の運命とキリスト教』ヨルダン社　1981
- 『人類の知的遺産 72　バルト』講談社　1984
- 『新しい共同体の倫理学 基礎論』教文館　1994
- 『主の祈り キリスト入門』聖学院大学出版会　1995
- 『「宇魂和才」の説 21世紀の教育理念』聖学院大学出版会　1998
- 『ローマ人への手紙 現代へのメッセージ』教文館　1998
- 『時の徴 第三ミレニアムとグローバリゼーション』教文館　2000
- 『組織神学序説 プロレゴーメナとしての聖書論』教文館　2003
- 『信仰と倫理 十戒の現代的意味』教文館　2004
- 『人格と人権 キリスト教弁証学としての人間学』上 教文館 2011

## 共著
- 『響き出る神の言葉 第一テサロニケ,ヨハネ福音書の講解説教』山口隆康共著　聖文舎　1986
- 『日本の神学』古屋安雄共著　ヨルダン社　1989
- 『日本は変わるか？戦後日本の終末論的考察』（富岡幸一郎共著 教文館 1996年）

## 翻訳
- 『存在と意味 ティリッヒ著作集』白水社　1978
- 『哲学と運命 ティリッヒ著作集』清水正共訳　白水社　1979
- ブルンナー『永遠 キリスト教的希望の研究』熊沢義宣共訳　新教出版社　1957
- ブルンナー『我は生ける神を信ず 使徒信条講解説教』新教出版社・新書　1962
- サム・H.フランクリン『キリスト教社会倫理概説 キリスト者の社会実践への道』日本基督教団出版部　1964
- エバハルト・ユンゲル『神の存在 バルト神学研究』佐藤司郎共訳　ヨルダン社　1984
- W.パネンベルク『キリスト教社会倫理』近藤勝彦共監訳　聖学院大学出版会　1992
- ヴォルフハルト・パネンベルク編著『歴史としての啓示』朴憲郁共訳　聖学院大学出版会　1994
- パウル・ティリッヒ『生きる勇気』1995　平凡社ライブラリー
- ラインホルド・ニーバー『道徳的人間と非道徳的社会』白水社　1998　イデー選書
- パウル・ティリッヒ『宗教の未来』相澤一共訳　聖学院大学出版会　1999
- ニーバー『アメリカ史のアイロニー』深井智朗共訳　聖学院大学出版会 2002年）
- ジョン・ウィッテ『自由と家族の法的基礎』高橋義文共監訳　聖学院大学出版会　2008
- W.パネンベルク『現代に生きる教会の使命』近藤勝彦共監訳　聖学院大学出版会　2009

## 記念論集
- 『歴史と神学 大木英夫教授喜寿記念献呈論文集』古屋安雄,倉松功,近藤勝彦,阿久戸光晴編　聖学院大学出版会　2005-06